# Gođenje
Gođenje (cyr. Гођење) – wieś w Bośni i Hercegowinie, w Republice Serbskiej, w gminie Han Pijesak. W 2013 roku liczyła 76 mieszkańców.